# George Japtheth Waweru
George Japtheth Waweru (ur. 12 października 1978) – były kenijski piłkarz grający na pozycji obrońcy.

## Kariera klubowa
Karierę piłkarską Waweru rozpoczął w klubie Tusker FC ze stolicy kraju Nairobi. W jego barwach zadebiutował w 1998 roku w kenijskiej Premier League. W 1999 roku osiągnął swój pierwszy sukces w karierze, gdy wywalczył mistrzostwo kraju. Z kolei w 2000 obronił tytuł mistrzowski. Dwukrotnie wraz z Tusker FC zdobył CECAFA Clubs Cup w latach 2000 i 2001.
W 2004 roku Waweru został piłkarzem Bloemfontein Celtic z Republiki Południowej Afryki. W 2005 roku odszedł do tanzańskiego Mtibwa Sugar FC z miasta Turiani. W 2006 roku ponownie grał w RPA, tym razem w klubie Bloemfontein Young Tigers, a następnie w szwedzkim trzecioligowcu Västerås SK. Z kolei w latach 2007–2008 był zawodnikiem Sandvikens IF.

## Kariera reprezentacyjna
W reprezentacji Kenii Waweru zadebiutował w 1999 roku. W 2004 roku został powołany do kadry na Puchar Narodów Afryki 2004. Tam rozegrał jedno spotkanie, z Mali (1:3). Od 1999 do 2007 roku rozegrał w kadrze narodowej 42 spotkania.